# Yavir White
Yavir Kadir White Quintero (Colón, 10 de febrero de 2003) es un futbolista brasileño que juega como delantero en el Paulista Futebol Clube en el Campeonato Paulista Serie A4.

## Trayectoria

### Inicios
Nacido y criado en Colón, Kadir fue criado por su madre (fallecida en 2021) después de que su padre los abandonara a ambos en su infancia. Dejó la escuela a los 14 años para perseguir su sueño futbolístico. Tras jugar en proyectos sociales en su ciudad natal, Kadir formó parte de las categorías inferiores del Tauro, donde logró entrenar con el primer equipo.

### Brasil
Se mudó a Brasil en 2021, después de tener un período de prueba con Grêmio, pero problemas de registro le impidieron firmar un contrato y se fue después de siete meses. Kadir luego pasó tres meses en Rondonópolis, antes de ser parte de pt plantilla para el Campeonato Mato-Grossense 2022. Después de dos apariciones en el primer equipo, se unió a Portuguesa y fue asignado al equipo sub-20. El 12 de mayo de 2023, Kadir renovó su contrato con Lusa por un año más. El 31 de enero de 2024, fue cedido al São Caetano para el Campeonato Paulista Série A3, anotando en su debut contra el Lemense al día siguiente. En el São Caetano jugó 12 partidos y anotó 2 goles. Kadir regresó a Portuguesa en abril de 2024 y firmó un nuevo contrato hasta diciembre de 2025. El 6 de marzo de 2025 fue anunciado como nuevo jugador del Paulista Futebol Clube.

## Clubes
| Club         | País   | Año           |
| ------------ | ------ | ------------- |
| Tauro FC     | Panamá | 2018 - 2020   |
| Grêmio       | Brasil | 2021          |
| Rondonópolis | Brasil | 2021          |
| Academia FC  | Brasil | 2022          |
| Portuguesa   | Brasil | 2022-2024     |
| Paulista FC  | Brasil | 2025-presente |